# Ciolăneștii din Vale
Ciolăneștii din Vale – wieś w Rumunii, w okręgu Teleorman, w gminie Ciolănești. W 2011 roku liczyła 671 mieszkańców.